# Hotel Hafnia (Tórshavn)
 For alternative betydninger, se Hotel Hafnia. (Se også artikler, som begynder med Hotel Hafnia)
Hotel Hafnia (latin: Hafnia betyder København) er et hotel i Tórshavn, og som udover Hotel Føroyar er Færøernes eneste med fire stjerner.
Hotellet blev bygget i 1950 og åbnede den 1. november 1951. Det har 102 senge. Foruden et internationalt køkken (dansk-fransk) findes her også typisk færøsk mad, hvor fyldte lunder er en særlig specialitet. Hotellet ligger midt i byen og med gåafstand til havnen og byens yderligere attraktioner.
Indtil 2004 var hotellet familieejet af familien Restorff, men drives nu af to tidligere ansatte.

## Hotellet i litteraturen
I romanen Når engle spiller Mozart af Lisbeth Nebelong (2003) er hotellet en central skueplads, hvor den unge Lisa bor i 1967 og kommer tilbage som statsretsekspert i 2000, hvor alle barndomserindringerne dukker op igen.

## Ekstern henvisning
- Hafnia.fo (på færøsk og engelsk)

62°00′36″N 6°46′15″V / 62.01°N 6.77089°V